# Dragseth

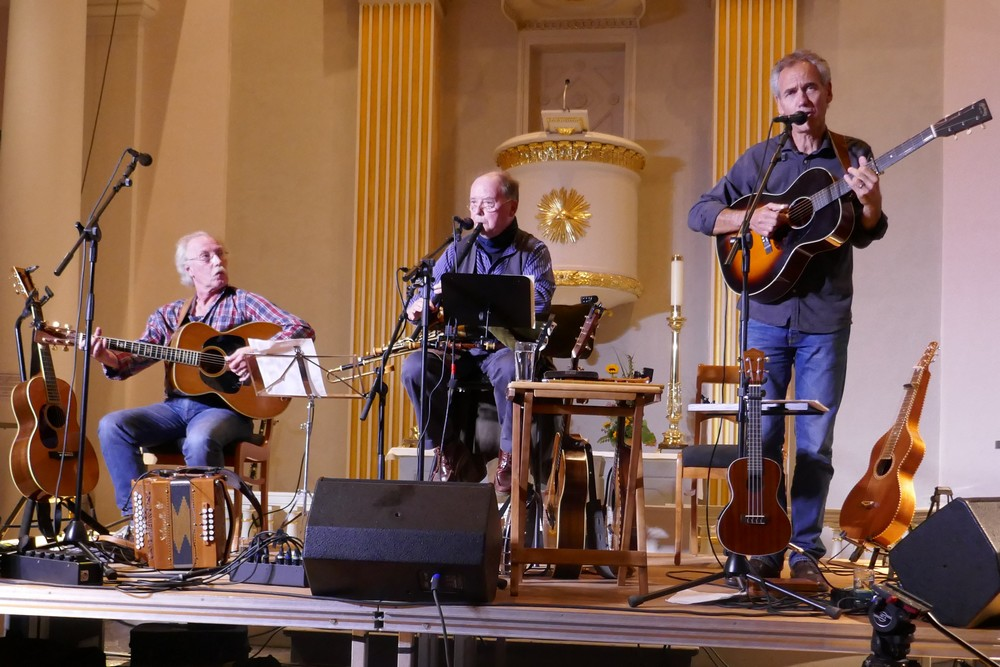
Dragseth als Trio, Konzert in der Marienkirche Husum (2017)

Dragseth, in den 1980er Jahren bekannt geworden als Dragseth Duo, ist eine Folkband aus Nordfriesland. Der Name bezieht sich auf den 1584 gegründeten „Dragseths Gasthof“ in Husum.

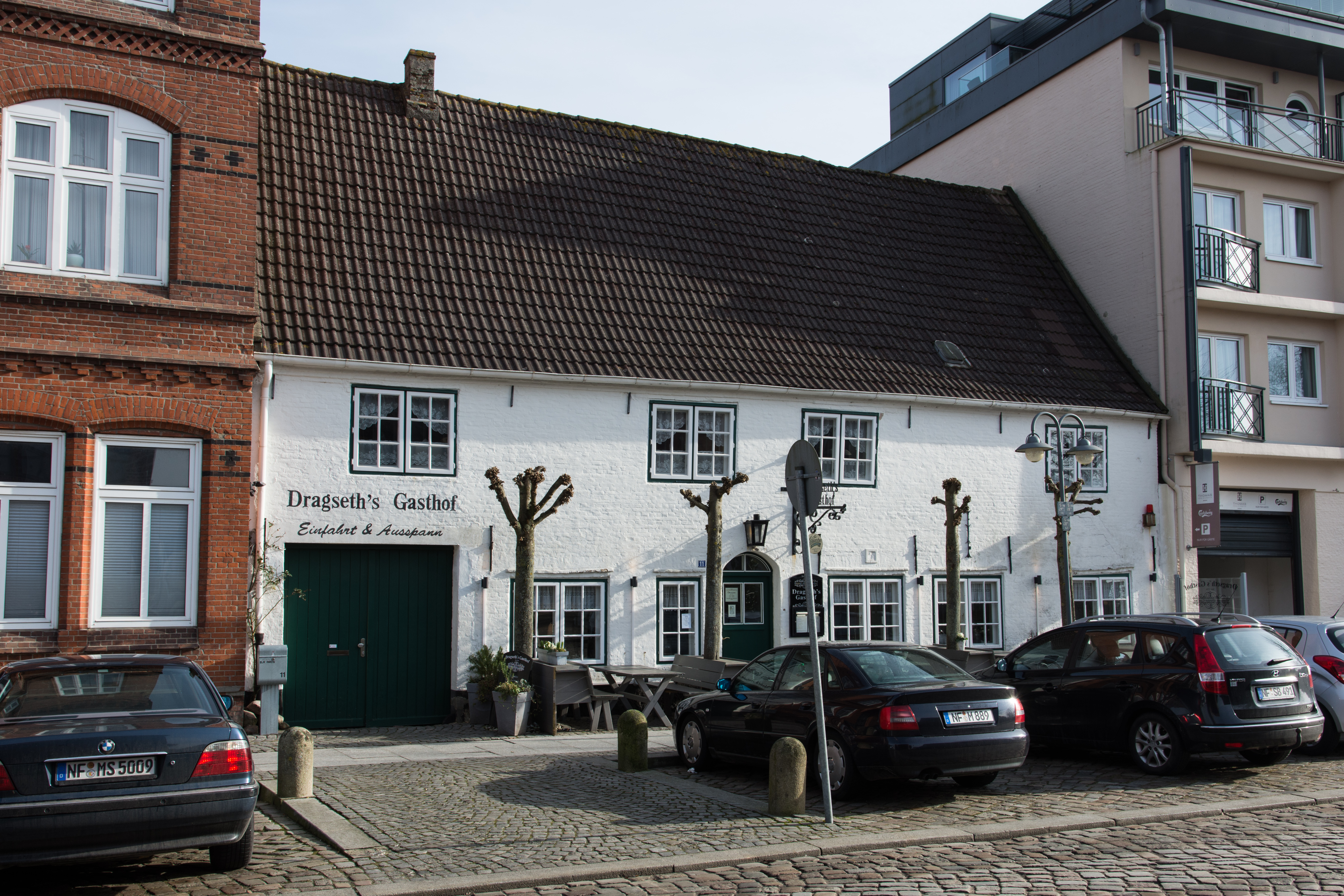
Dragseth’s Gasthof in Husum im Februar 2018

Nachdem Dragseth ab 2009 als Quartett aufgetreten war, ist es nunmehr ein Trio, bestehend aus den Gründungsmitgliedern Manuel Knortz und Kalle Johannsen sowie Jens Jesse. Die Gruppe bietet Eigenkompositionen in nieder- und hochdeutscher Sprache dar, hat aber auch Schwerpunkte auf Literaturvertonungen und Folksongs angloamerikanischer Tradition.
Tonaufnahmen veröffentlicht Dragseth in der Regel im Eigenverlag. Außerdem arbeitet die Band mit anderen Künstlern für Bühnenprogramme oder Plattenproduktionen zusammen, darunter im Jahr 2006 als Duo mit Frank Bosserts Eureka. 2017 veröffentlichten die Musiker den literarisch-musikalischen Abend Der Schimmelreiter (Sprecher: Hans-Peter Bögel), eingerichtet für eine Doppel-CD.
Im Jahre 2023 feierte Dragseth sein 40-jähriges Bestehen.

## Ehrungen
1990 wurde das damalige Dragseth Duo mit dem Bad Bevensen-Preis ausgezeichnet. 2008 erhielt es den Hans-Momsen-Preis.

## Diskografie

### Alben als Dragseth Duo
- 1987: Vundaag
- 1988: Es ist ein Flüstern … (Dragseth Duo singt Theodor Storm)
- 1991: Lichtjahre
- 2004: Hiimstoun (mit Drones & Bellows)
- 2006: The Promised Shore
- 2008: Songs from the Porch (mit Backporch Stringband)
- 2010: Soweit … – Songs 1990–2010

### Alben als Dragseth (Trio)
- 2011: Stää un Stünn
- 2017: Drift
- 2017: Der Schimmelreiter (Hörbuch, gelesen von Hans-Peter Bögel, Musik von Dragseth)